# ユナイテッド・フットボール・リーグ (2024-)
ユナイテッド・フットボール・リーグ（英: United Football League (UFL)）はNFLのシーズンオフである春季に行われるアメリカン・フットボールのプロリーグであり、USFLとXFLが統合されて2024年3月30日に最初の試合が行われた。

## 概要
UFLは2024年から運営され、NFLシーズンの終了後に開幕するアメリカンフットボールの春季プロリーグである。2023年まで運営されていた、XFLとUSFLを引き継ぐ2つのカンファレンスからなる。
シーズンはNFLのキャンプの始まる前に終了して、何人かの選手はNFLと契約を結ぶ。NFLとはパートナーシップ契約を結び、競合はせずにNFLを補完する存在とし、種々の新しいルールを試行する場となることに合意している。
なお、同名のリーグが1961年から1964年にかけて、さらには2009年から2014年にかけて存在した。

## 歴史

### 合併による創立
XFLはNFLシーズン終了後に春に運営されるリーグとして2020年に復活したものの、COVID-19によりシーズンを中断して2023年に再開された。USFLは2022年にやはり春のリーグとして再開され、2023年に2シーズン目を運営した。両リーグとも8チームからなり、ほぼ同時期に運営されるリーグであり、テレビ視聴率もほぼ同じ数字であった。
2023年9月28日、両リーグは合併の意志を表明した。2023年11月30日、連邦政府の承認が下り、合併したリーグを2024年3月30日に開始すると発表した。2023年12月31日、新リーグの名称がユナイテッド・フットボール・リーグになると発表した。2024年1月1日、参加するチームの名称、本拠地などが発表された。合併により、チーム数は半減した。
XFL、USFLの名称を継承する二つのカンファレンスから構成され、NFLのシーズンオフである春季に行われる。

### 最初の2シーズン - 2024年および2025年
全8チームが、各4チームからなるUSFLカンファレンスとXFLカンファレンスに別れた。XFLの8チームのうち3チームは解散し、存続した5チームのうちヒューストン以外の4チームはXFLカンファレンスに入った。USFLの8チームのうち4チームは解散し、存続した4チームのうちヒューストン以外の3チームはUSFLカンファレンスに入った。ヒューストンを本拠地とするXFLとUSFLの2チームは合併し、USFLカンファレンスに加入した。全8チームは、アメリカ合衆国の東半分に集中した。
10試合からなるレギュラーシーズンの後に上位4チームがプレーオフを戦ってチャンピオンを決めた。
2025年シーズンは、チームの増減および本拠地移動はなく運営された。

## ルール
NFLとの違いは次の通り。

### キックオフ
2024年シーズンはUSFLのルールに準じたが、2025年シーズン以降はXFLのルールに準じる。2024年以降のNFLのキックオフに類似となる。
両チームのほとんどの選手をレシービング・チーム側の5ヤードから10ヤードだけ離すことで、長い距離を走って加速して衝突することによる怪我を少なくする。キックがレシービングチームの0ヤードと20ヤードの間の地点に落ちてリターンされることが多くなるよう工夫されている。
- NFLの35ヤードラインではなく、キッキングチームの30ヤードラインから蹴る。キッカー以外のキッキングチームは相手陣の40ヤード線上に並ぶ。リターナー以外のレシービングチームのうち最低9人は自陣の30ヤードから35ヤードの間に並ぶ。キッカーとリターナー以外はボールがキャッチされるまで、あるいは地面に落ちてから3秒間は動くことができない。
- キックされたボールがフィールド外に出た場合、あるいはレシービングチームの20ヤード線に届かず地面に触れた場合はキッキングチームの40ヤード線から攻撃が始まる。

#### タッチバック
- ボールがエンドラインを空中で超えてタッチバックされた場合はレシービングチームの35ヤード線からの攻撃となる。
- ボールがバウンドしてからエンドラインを越えてタッチバックされた場合は25ヤード線からの攻撃となる。

#### オンサイド・コンバージョン
負けているチームがわずかな可能性にかけて攻撃権を続けて得られるよう、キックオフではオンサイドキックが禁止されるも次のオプションがある。
- 4th クォーターで負けているチームは、通常のキックオフの代わりに自軍28ヤードラインから4th & 12ヤードの攻撃が許される。この選択をしたチームは1回のプレイで自軍40ヤードまで進む必要がある。

### パス

#### 2 フォワード・パス
- USFL&XFLと同様に、スクリメージ・ラインを超えない限り2度のフォワードパスが許される。

#### インターフェア
- NFLではファウル地点からの1stダウンが得られるが、最大でスクリメージ・ラインから15ヤード地点が限界となる。ただし意図的なディフェンス側のファウルは、ファウル地点からの攻撃となる。

#### 成功基準
- XFL, USFL双方では、パスキャッチ以後にフィールド内の地面に片足が触れるだけでパス成功と見なしていたが、UFLではNFLと同様に両足が触れることを条件とする。

### ポイント・アフター・タッチダウン
XFLのルールが採用される。成功確率が極めて高く(NFLではルールが改定された2015年以降で94%程度)接触プレイの少ないキックは廃止され、攻撃側はタッチダウンを狙う3つの選択肢を与えられる。守備側がターンオーバーによりタッチダウンを得た場合は、攻撃側が選択したのと同じ得点が加算される。
- 2ヤードラインからの攻撃を選びタッチダウンした場合は1ポイントが与えられる。
- 5ヤードからの攻撃では2ポイントが与えられる。
- 10ヤードからの攻撃では3ポイントが与えられる。

### オーバータイム
オーバータイム短縮のためのXFLのルールを採用する。
- 5ヤードラインからの2ポイントのタッチダウンを狙う攻撃を交互に3回繰り返し、合計点数を競う。3回が終わって同点である場合は、いずれかのチームが成功するまで繰り返しその時点でゲームは終了する。
- ビジター・チームが先攻となる。
- 攻撃が失敗した場合、および守備側がボールを得た場合はボール・デッドとなる。
- 守備側のファウルではボールが1ヤードラインに置かれ、その後は続く回を含めて、ファウルを犯したチームのあらゆる守備のファウルではタッチダウンが認められる。
- スナップ前の攻撃側のファウルは一般的なルールに従うが、スナップ後の攻撃側のファウルは攻撃失敗と見なされる。

### チャレンジ
コーチは、タイムアウトが残っていれば判定にチャレンジできる。成功すればもう一度チャレンジできる。失敗すればタイムアウトを一つ失い、二度とチャレンジできない。

## 歴代優勝チーム
| シーズン | 優勝チーム                        | 準優勝チーム                     |
| -------- | --------------------------------- | -------------------------------- |
| 2024年   | バーミンガム・スタリオンズ (USFL) | サンアントニオ・ブラーマス (XFL) |
| 2025年   | DCディフェンダーズ (XFL)          | ミシガン・パンサーズ (USFL)      |

## 2024年シーズン
2024年3月30日に開幕し、2024年6月16日のチャンピオンシップゲームでUSFLカンファレンスのバーミンガム・スタリオンズが優勝して閉幕した。

### チーム
4チームはXFLから、3チームはUSFLから移動し、ヒューストンをホームとする両リーグのチームは合併してUSFLカンファレンスに入るもXFLのチーム名を採用した。UFLに移動しなかったチームは消滅した。
USFLカンファレンスおよびXFLカンファレンスに別れ、ヒューストンのチームはUSFLカンファレンスに属する。USFLと同様にチームは国内の東半分に集中している。
| チーム                       | 本拠地                   | スタジアム                           | 最大観客数          | 創設年              |                     |                     |
| USFL カンファレンス          | USFL カンファレンス      | USFL カンファレンス                  | USFL カンファレンス | USFL カンファレンス | USFL カンファレンス | USFL カンファレンス |
| ---------------------------- | ------------------------ | ------------------------------------ | ------------------- | ------------------- | ------------------- | ------------------- |
| ミシガン・パンサーズ         | ミシガン州デトロイト     | フォード・フィールド                 | 65,000人            | 2022年              |                     |                     |
| バーミンガム・スタリオンズ   | アラバマ州バーミンガム   | Protective Stadium                   | 47,100人            | 2022年              |                     |                     |
| ヒューストン・ラフネックス   | テキサス州ヒューストン   | Rice Stadium                         | 47,000人            | 2022年              |                     |                     |
| メンフィス・ショーボーツ     | テネシー州メンフィス     | Simmons Bank Liberty Stadium         | 58,325人            | 2023年              |                     |                     |
| XFL カンファレンス           |                          |                                      |                     |                     |                     |                     |
| DCディフェンダーズ           | ワシントンD.C.           | アウディ・フィールド                 | 20,000人            | 2020年              |                     |                     |
| アーリントン・レネゲイズ     | テキサス州アーリントン   | チョクトー・スタジアム               | 48,114人            | 2020年              |                     |                     |
| サンアントニオ・ブラーマス   | テキサス州サンアントニオ | アラモドーム                         | 64,000人            | 2023年              |                     |                     |
| セントルイス・バトルホークス | ミズーリ州セントルイス   | ドーム・アット・アメリカズ・センター | 67,277人            | 2020年              |                     |                     |

### シーズンとプレーオフ
シーズンはXFLおよびUSFLと同様に、各チームは10試合を行う。同一カンファレンスの他の3チームとは2試合ずつ、別カンファレンスの4チームとは一試合ずつを行う。
2024年3月30日の開幕試合はXFLのチャンピオンであるアーリントン・レネゲイズとUSFLのチャンピオンであるバーミンガム・スタリオンズの間で行われた。
プレーオフには4チームが進む。各カンファレンスの1位の2チームに加え、カンファレンスによらず残りのチームのうち最高の成績をおさめた2チームがワイルドカードとして進む。ただし結果的には両カンファレンスの2位がプレーオフに進んだ。セミファイナルの勝者同士がチャンピオンシップゲームに進む。

### ドラフト
2023年中に、XFLおよびUSFLはそれぞれドラフト選択を行った。
UFLに移行せず消滅したUSFLおよびXFLのチームからのドラフトが2024年1月5日及び2024年1月15日に行われた。
- Phase 1: 2024年1月5日までに、移行する各チームは最大42人までの選手をプロテクトできる。
- Phase 2: 2024年1月5日、移行する各チームは、それぞれの旧リーグの移行しないチームから、合計で20人までの選手を選択できる。
- Phase 3: 2024年1月15日、移行する各チームはUSFL/XFLのプロテクトされていない選手を選択できる[10]。

2024年1月16日以降は、移行する各チームはこれまでに選択されていない選手を自由に選択できる。

### レギュラーシーズン順位表
| 2024 UFL standings                                             | 2024 UFL standings | 2024 UFL standings | 2024 UFL standings | 2024 UFL standings | 2024 UFL standings | 2024 UFL standings | 2024 UFL standings | 2024 UFL standings   | 2024 UFL standings | 2024 UFL standings | 2024 UFL standings | 2024 UFL standings | 2024 UFL standings | 2024 UFL standings |
| USFL Conference                                                | USFL Conference    | USFL Conference    | USFL Conference    | USFL Conference    | USFL Conference    | USFL Conference    | USFL Conference    | USFL Conference      | USFL Conference    | USFL Conference    | USFL Conference    | USFL Conference    | USFL Conference    | USFL Conference    |
| チーム                                                         | 勝                 | 負                 | 勝率               | ゲーム差           | タッチダウン差     | 総得タッチダウン数 | 総失タッチダウン数 | カンファレンス内勝敗 | 総得点             | 総失点             | 得失点差           | 連勝/連敗          |                    |                    |
| -------------------------------------------------------------- | ------------------ | ------------------ | ------------------ | ------------------ | ------------------ | ------------------ | ------------------ | -------------------- | ------------------ | ------------------ | ------------------ | ------------------ | ------------------ | ------------------ |
| (y)バーミンガム・スタリオンズ                                  | 9                  | 1                  | 0.9                | -                  | 11                 | 31                 | 20                 | 6–0                  | 265                | 180                | 85                 | W1                 |                    |                    |
| (x) ミシガン・パンサーズ                                       | 7                  | 3                  | 0.7                | 2                  | 5                  | 27                 | 22                 | 4–2                  | 228                | 189                | 39                 | L1                 |                    |                    |
| (e) メンフィス・ショーボーツ                                   | 2                  | 8                  | 0.2                | 7                  | -19                | 20                 | 39                 | 2–4                  | 188                | 290                | -102               | W1                 |                    |                    |
| (e) ヒューストン・ラフネックス                                 | 1                  | 9                  | 0.1                | 8                  | -12                | 17                 | 29                 | 0–6                  | 158                | 233                | -75                | L6                 |                    |                    |
| XFL Conference                                                 |                    |                    |                    |                    |                    |                    |                    |                      |                    |                    |                    |                    |                    |                    |
| チーム                                                         | 勝                 | 負                 | 勝率               | ゲーム差           | タッチダウン差     | 総得タッチダウン数 | 総失タッチダウン数 | カンファレンス内勝敗 | 総得点             | 総失点             | 得失点差           | 連勝/連敗          |                    |                    |
| (y) セントルイス・バトルホークス                               | 7                  | 3                  | 0.7                | -                  | 7                  | 31                 | 24                 | 5–1                  | 260                | 202                | 58                 | W1                 |                    |                    |
| (x) サンアントニオ・ブラーマス                                 | 7                  | 3                  | 0.7                | -                  | 12                 | 24                 | 12                 | 3–3                  | 192                | 153                | 39                 | L1                 |                    |                    |
| (e) DCディフェンダーズ                                         | 4                  | 6                  | 0.4                | 3                  | -2                 | 24                 | 26                 | 2–4                  | 209                | 251                | -42                | L1                 |                    |                    |
| (e) アーリントン・レネゲイズ                                   | 3                  | 7                  | 0.3                | 4                  | -2                 | 26                 | 28                 | 2–4                  | 247                | 249                | -2                 | W2                 |                    |                    |
| (x)–プレーオフ出場; (y)–ディビジョン優勝; (e)–プレーオフ不出場 |                    |                    |                    |                    |                    |                    |                    |                      |                    |                    |                    |                    |                    |                    |

### プレーオフ

#### カンファレンス決勝
| カンファレンス | 日           | 時           | アウェイチーム             | 結果 | 結果 | ホームチーム                 | スタジアム                           | 観客数   | 放送局 | 視聴人数 (millions) | 視聴率 | Refs          |
| -------------- | ------------ | ------------ | -------------------------- | ---- | ---- | ---------------------------- | ------------------------------------ | -------- | ------ | ------------------- | ------ | ------------- |
| USFL           | 2024年6月8日 | 3:00 p.m. ET | ミシガン・パンサーズ       | 18   | 31   | バーミンガム・スタリオンズ   | Protective Stadium                   | 10,287人 | ABC    | 1.10                | 0.7    | [ 12 ] [ 13 ] |
| XFL            | 2024年6月9日 | 7:00 p.m. ET | サンアントニオ・ブラーマス | 25   | 15   | セントルイス・バトルホークス | ドーム・アット・アメリカズ・センター | 30,237人 | Fox    | 1.27                | 0.7    | [ 14 ] [ 15 ] |

#### UFL チャンピオンシップ
| 日            | 時           | アウェイチーム                     | 結果 | 結果 | ホームチーム                     | スタジアム                           | 観客数 | 放送局 | 視聴人数 (millions) | 視聴率 | Refs          |
| ------------- | ------------ | ---------------------------------- | ---- | ---- | -------------------------------- | ------------------------------------ | ------ | ------ | ------------------- | ------ | ------------- |
| 2024年6月16日 | 5:00 p.m. ET | バーミンガム・スタリオンズ （USFL) | 25   | 0    | サンアントニオ・ブラーマス (XFL) | ドーム・アット・アメリカズ・センター | 27,396 | Fox    | 1.60                | 0.8    | [ 16 ] [ 17 ] |

### 観客数
プレーオフを含めた全試合の平均観客数は13,505人であったが、唯一セントルイス・バトルホークスのみはホームでの平均観客数が2万人を超え、33,677人を記録した。これはセントルイスが近年カーディナルズとラムズの2つのNFLチームに別都市に去られたため、高レベルのアメリカン・フットボールの試合に飢えながらもNFLに敵愾心を持つファンが多いためだと考えられる。

## 2025年シーズン
2025年3月28日にレギュラーシーズンが開幕し、2024年6月14日にチャンピオンシップゲームが行われてXFLのDCディフェンダーズが優勝した。

### チーム
2024年シーズンと変更なく、8チームがUSFLカンファレンスおよびXFLカンファレンスに別れる。
| チーム                       | 本拠地                   | スタジアム                           | 最大観客数          | 創設年              |                     |                     |                     |
| USFL カンファレンス          | USFL カンファレンス      | USFL カンファレンス                  | USFL カンファレンス | USFL カンファレンス | USFL カンファレンス | USFL カンファレンス | USFL カンファレンス |
| ---------------------------- | ------------------------ | ------------------------------------ | ------------------- | ------------------- | ------------------- | ------------------- | ------------------- |
| ミシガン・パンサーズ         | ミシガン州デトロイト     | フォード・フィールド                 | 65,000人            | 2022年              |                     |                     |                     |
| バーミンガム・スタリオンズ   | アラバマ州バーミンガム   | Protective Stadium                   | 47,100人            | 2022年              |                     |                     |                     |
| ヒューストン・ラフネックス   | テキサス州ヒューストン   | Space City Financial Stadium         | 47,000人            | 2022年              |                     |                     |                     |
| メンフィス・ショーボーツ     | テネシー州メンフィス     | Simmons Bank Liberty Stadium         | 58,325人            | 2023年              |                     |                     |                     |
| XFL カンファレンス           |                          |                                      |                     |                     |                     |                     |                     |
| DCディフェンダーズ           | ワシントンD.C.           | アウディ・フィールド                 | 20,000人            | 2020年              |                     |                     |                     |
| アーリントン・レネゲイズ     | テキサス州アーリントン   | チョクトー・スタジアム               | 48,114人            | 2020年              |                     |                     |                     |
| サンアントニオ・ブラーマス   | テキサス州サンアントニオ | アラモドーム                         | 64,000人            | 2023年              |                     |                     |                     |
| セントルイス・バトルホークス | ミズーリ州セントルイス   | ドーム・アット・アメリカズ・センター | 67,277人            | 2020年              |                     |                     |                     |

### シーズンとプレーオフ
前シーズンと同様に、各チームは10試合を行う。同一カンファレンスの他の3チームとは2試合ずつ、別カンファレンスの4チームとは一試合ずつを行う。
プレーオフには各カンファレンスの1位および2位の4チームが進む(2024年シーズンは、各カンファレンスの1位に加えて全リーグで勝率の高い2チームが進むとされた)。セミファイナルの勝者同士がチャンピオンシップゲームに進む。チャンピオンシップゲーム開催地は、8チームの本拠地のうちから中立地を、ファンによるサポートと観客数を考慮して選ばれる。

### ドラフト
2024年7月17日、ドラフト選択が行われた。選択は10ラウンドで行われ、すべてのラウンドで同一のドラフト順に従って行われた。前シーズンの成績順位の下位ほどドラフト順では上位となるウェイバー方式が採用された。ただし、ドラフトで有利となるための意図的な敗退行為を避けるため、成績で最下位8位となったヒューストンに最終戦で勝利し7位となったメンフィスがドラフト順では1位となり、ヒューストンが2位となった。

### レギュラーシーズン順位表
| 2025 UFL standings                                             | 2025 UFL standings  | 2025 UFL standings  | 2025 UFL standings  | 2025 UFL standings  | 2025 UFL standings  | 2025 UFL standings  | 2025 UFL standings  | 2025 UFL standings   | 2025 UFL standings  | 2025 UFL standings  | 2025 UFL standings  | 2025 UFL standings  | 2025 UFL standings  | 2025 UFL standings  |
| USFL カンファレンス                                            | USFL カンファレンス | USFL カンファレンス | USFL カンファレンス | USFL カンファレンス | USFL カンファレンス | USFL カンファレンス | USFL カンファレンス | USFL カンファレンス  | USFL カンファレンス | USFL カンファレンス | USFL カンファレンス | USFL カンファレンス | USFL カンファレンス | USFL カンファレンス |
| チーム                                                         | 勝                  | 負け                | 勝率                | ゲーム差            | タッチダウン差      | 総得タッチダウン数  | 総失タッチダウン数  | カンファレンス内勝敗 | 総得点              | 総失点              | 得失点差            | 連勝/連敗           |                     |                     |
| -------------------------------------------------------------- | ------------------- | ------------------- | ------------------- | ------------------- | ------------------- | ------------------- | ------------------- | -------------------- | ------------------- | ------------------- | ------------------- | ------------------- | ------------------- | ------------------- |
| (y) バーミンガム・スタリオンズ                                 | 7                   | 3                   | 0.7                 | –                   | 8                   | 28                  | 20                  | 5–1                  | 244                 | 167                 | 77                  | W2                  |                     |                     |
| (x) ミシガン・パンサーズ                                       | 6                   | 4                   | 0.6                 | 1                   | 8                   | 30                  | 22                  | 3–3                  | 245                 | 198                 | 47                  | L2                  |                     |                     |
| (e) ヒューストン・パンサーズ                                   | 5                   | 5                   | 0.5                 | 2                   | 0                   | 22                  | 22                  | 3–3                  | 183                 | 201                 | -18                 | W2                  |                     |                     |
| (e) メンフィス・ショーボーツ                                   | 2                   | 8                   | 0.2                 | 5                   | -13                 | 15                  | 28                  | 1–5                  | 148                 | 246                 | -98                 | L2                  |                     |                     |
| XFL カンファレンス                                             |                     |                     |                     |                     |                     |                     |                     |                      |                     |                     |                     |                     |                     |                     |
| チーム                                                         | 勝                  | 負け                | 勝率                | ゲーム差            | タッチダウン差      | 総得タッチダウン数  | 総失タッチダウン数  | カンファレンス内勝敗 | 総得点              | 総失点              | 得失点差            | 連勝/連敗           |                     |                     |
| (y) セントルイス・バトルホークス                               | 8                   | 2                   | 0.8                 | –                   | 7                   | 26                  | 19                  | 4–2                  | 231                 | 163                 | 68                  | W6                  |                     |                     |
| (x) DCディフェンダーズ                                         | 6                   | 4                   | 0.6                 | 2                   | 3                   | 28                  | 25                  | 4–2                  | 225                 | 224                 | 1                   | L2                  |                     |                     |
| (e) アーリントン・レネゲイズ                                   | 5                   | 5                   | 0.5                 | 3                   | 4                   | 23                  | 19                  | 3–3                  | 229                 | 168                 | 61                  | W2                  |                     |                     |
| (e) サンアントニオ・ブラーマス                                 | 1                   | 9                   | .1                  | 7                   | -17                 | 14                  | 31                  | 1–5                  | 136                 | 274                 | -138                | L6                  |                     |                     |
| (x)–プレーオフ出場; (y)–ディビジョン優勝; (e)–プレーオフ不出場 |                     |                     |                     |                     |                     |                     |                     |                      |                     |                     |                     |                     |                     |                     |

### プレーオフ

#### カンファレンス決勝
| 試合日       | カンファレンス | 開始時間     | アウェイチーム       | 試合結果 | 試合結果 | ホームチーム                 | スタジアム                          | 観客数 | 放送局 | 視聴人数 (百万人) | 視聴率 | 出典   |
| ------------ | -------------- | ------------ | -------------------- | -------- | -------- | ---------------------------- | ----------------------------------- | ------ | ------ | ----------------- | ------ | ------ |
| 2025年6月8日 | USFL           | 3:00 p.m. ET | ミシガン・パンサーズ | 44       | 29       | バーミンガム・スタリオンズ   | Protective Stadium                  | 10,928 | ABC    | 1.10              | 1.1    | [ 22 ] |
| 2025年6月8日 | XFL            | 6:00 p.m. ET | DCディフェンダーズ   | 36       | 18       | セントルイス・バトルホークス | ドーム・アット・アメリカズ・センタ― | 27,589 | Fox    | 0.87              | 0.9    | [ 24 ] |

#### UFLチャンピオンシップ
| 試合日        | 開始時間    | アウェイチーム            | 結果 | 結果 | ホームチーム                | スタジアム                           | 観客数 | 放送局 | 視聴人数 (100万人) | 視聴率 | 出典 |
| ------------- | ----------- | ------------------------- | ---- | ---- | --------------------------- | ------------------------------------ | ------ | ------ | ------------------ | ------ | ---- |
| 2025年6月14日 | 午後8時(ET) | DCディフェンダーズ （XFL) | 58   | 34   | ミシガン・パンサーズ (USFL) | ドーム・アット・アメリカズ・センター | 14,559 | ABC    | 0.98               | 1.0    |      |

### 観客数
プレーオフを含めた全試合の平均観客数は12,162人と前シーズンの13,505人から10%減少し、突出した人気のセントルイス・バトルホークスのホームでの平均観客数も33,677人から29,537人に減少した。なお、最低平均観客数はメンフィス・ショーボーツの3,992人であった。

## 放送
アメリカ国内での放送は、それぞれUSFL、XFLを放送してきたFOXスポーツとESPNが行う。FOXスポーツの親会社であるフォックス・コーポレーションはUSFLに引き続きUFLの所有権を部分的に持つ。USFLの放送を分け合ってきたNBCスポーツは撤退した。ESPNの放送は2023年に締結した5年契約に基づく。